# 1949 à Terre-Neuve-et-Labrador
Chronologie de Terre-Neuve-et-Labrador
- 1945
- 1946
- 1947
- 1948
- 1949
- 1950
- 1951
- 1952
- 1953

Cette page concerne des événements d'actualité qui se sont produits durant l'année 1949 dans la province canadienne de Terre-Neuve-et-Labrador.

## Politique
- Premier ministre : Joey Smallwood
- Chef de l'Opposition :
- Lieutenant-gouverneur :
- Législature :

## Événements

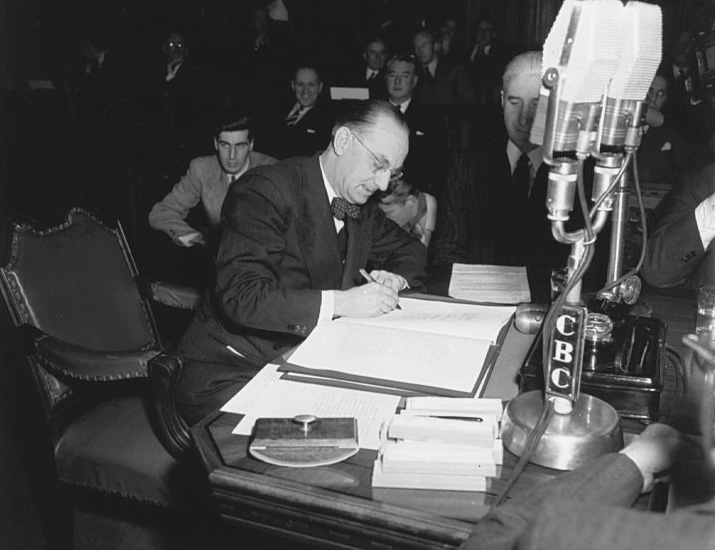
Joseph Smallwood signe le document faisant entrer Terre-Neuve dans la Confédération.

- 31 mars : Terre-Neuve entre dans la confédération comme 10e province canadienne.

- 1er avril : Joey Smallwood devient le premier des premiers ministres de Terre-Neuve.

- 18 octobre : les dix premiers ministres provinciaux du Canada acceptent l'invitation de Louis St-Laurent d'assister à une conférence fédérale-provinciale en janvier prochain afin d'en venir à une entente sur des amendements à la Constitution.